# Clavicornaltica malayana
Clavicornaltica malayana là một loài bọ cánh cứng trong họ Chrysomelidae. Loài này được Medvedev miêu tả khoa học năm 1996.